# ライブ (バンド)
ライブ (LIVE) は、アメリカ合衆国ペンシルベニア州ヨーク出身のオルタナティヴ・ロックバンド。
ライブは1994年に発表した2ndアルバム『スローイングコッパー』で世界的な成功を果たし、アメリカ国内だけで800万枚の売上を記録した。ビルボードのホット・メインストリーム・ロック・トラック・チャートで10週連続、モダン・ロック・トラック・チャートで9週連続1位を記録した「Lightning Crashes」を筆頭に、バンドは1990年代中旬には立て続けにヒットシングルを発表した。1997年に発表した3rdアルバム『シークレット・サマディー』も、前作に続いて全米アルバムチャートで1位を記録している。
ライブが発表したアルバムの売上は、世界中をあわせると2,000万枚を記録している。彼らの直近に発表した3枚のスタジオ・アルバムは、アメリカ国内では大きなヒットとはならなかったが、オランダや南アフリカ、オーストラリアやブラジルでは成功し続けた。
2009年11月30日、バンドのリードシンガーであるエド・コワルクジークが不適切な行為をして他の3人のバンドメンバーと訴訟問題となったと、バンドメンバーでギタリストのチャド・テイラーが発表した。バンドは2年間の中断をはさんだ後、2011年6月にコワルクジークを除いた3人体制で再起動すると発表した。2012年3月、ユニファイド・セオリーの元メンバーであるクリス・シンが、コワルクジークに代わるリードシンガーとして加入した。

## メンバー

### 現メンバー

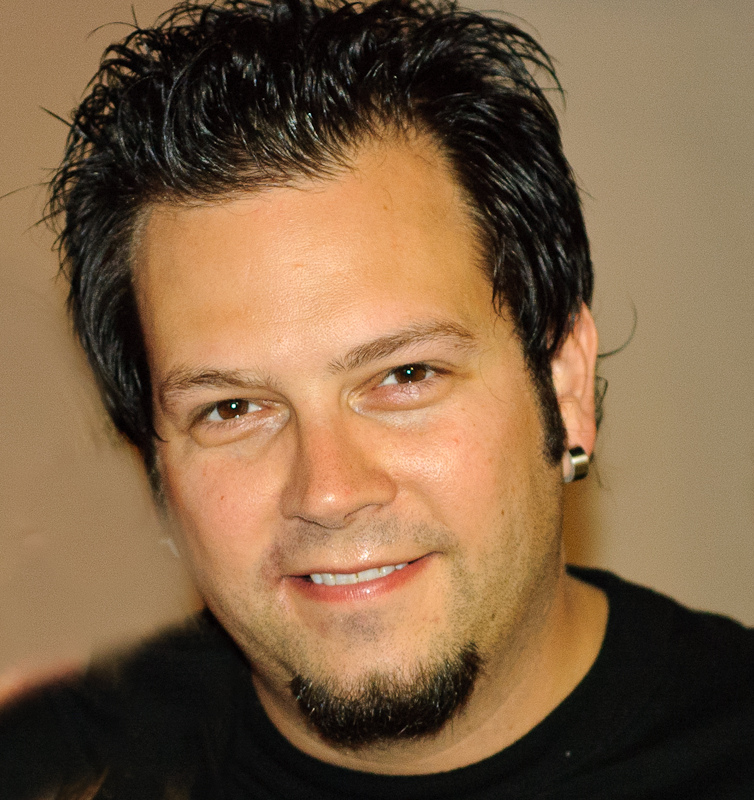
チャド・テイラー（2011年）

- チャド・テイラー (Chad Taylor) - ギター （1988年 - 2009年、2011年 - 現在）
- パトリック・ダレイマー (Patrick Dahlheimer) - ベース （1988年 - 2009年、2011年 - 現在）
- チャド・グレイシー (Chad Gracey) - ドラム、パーカッション （1988年 - 2009年、2011年 - 現在）
- クリス・シン (Chris Shinn) - ボーカル、ギター （2012年 - 現在）

### 脱退メンバー
- エド・コワルクジーク (Ed Kowalczyk) - ボーカル、ギター （1988年 - 2009年）

## ディスコグラフィー

### アルバム
| 1989                                      | The Death of a Dictionary | - 発売日: 1989年 - レーベル: Action Front - フォーマット: cassette                                | —   | — | —  | —   | — | —  | —  | —  | — | —  | —  | —  | —  | —   | |
| 1991                                      | Mental Jewelry            | - 発売日: 1991年12月31日 - レーベル: Radioactive - フォーマット: CD, cassette                     | 73  | — | —  | —   | — | —  | —  | —  | — | —  | —  | —  | —  | —   | - US: プラチナ - CAN: ゴールド                                                                           |
| 1994                                      | Throwing Copper           | - 発売日: 1994年4月26日 - レーベル: Radioactive - フォーマット: CD, cassette                      | 1   | 1 | 11 | 8   | 1 | —  | 38 | 28 | 5 | 24 | 1  | 11 | —  | 37  | - US: 8× プラチナ - AUS: 8× プラチナ - CAN: 7× プラチナ - NZ: 6× プラチナ - SWE: ゴールド - UK: ゴールド |
| 1997                                      | Secret Samadhi            | - 発売日: 1997年2月18日 - レーベル: Radioactive - フォーマット: CD, LP, cassette                  | 1   | 2 | 10 | 3   | 1 | —  | 15 | 23 | 4 | 5  | 1  | 8  | 17 | 31  | - US: 2× プラチナ - AUS: 2× プラチナ - CAN: 2× プラチナ - NZ: プラチナ                                   |
| 1999                                      | The Distance to Here      | - 発売日: 1999年10月5日 - レーベル: Radioactive - フォーマット: CD, cassette - 全米売上: 13.8万枚 | 4   | 1 | 11 | 1   | 1 | —  | 24 | 13 | 2 | 2  | 2  | 6  | 47 | 56  | - US: プラチナ - AUS: 2× プラチナ - CAN: プラチナ - NZ: プラチナ                                         |
| 2001                                      | V                         | - 発売日: 2001年9月18日 - レーベル: Radioactive - フォーマット: CD, cassette                      | 22  | 1 | 24 | 2   | 5 | 22 | 23 | 17 | 1 | 1  | 1  | 6  | 37 | 80  | - AUS: ゴールド - NZ: ゴールド                                                                           |
| 2003                                      | Birds of Pray             | - 発売日: 2003年5月20日 - レーベル: Radioactive - フォーマット: CD - 全米売上: 27.3万枚           | 28  | 3 | 27 | 4   | — | 20 | —  | 43 | 1 | 5  | 10 | 13 | 71 | 199 | - AUS: ゴールド - NZ: ゴールド                                                                           |
| 2006                                      | Songs from Black Mountain | - 発売日: 2006年6月6日 - レーベル: Epic - フォーマット: CD                                        | 52  | 4 | 66 | 14  | — | —  | —  | 73 | 1 | 4  | 6  | 14 | 73 | 172 | - AUS: ゴールド                                                                                          |
| 2014                                      | The Turn                  | - 発売日: 2014年10月28日 - レーベル: Think Loud - フォーマット: CD                                | 133 | — | —  | 139 | — | —  | —  | —  | — | —  | —  | —  | —  | —   | |
| "—"は未発売またはチャート圏外を意味する。 |                           |                                                                                                   |     |   |    |     |   |    |    |    |   |    |    |    |    |     | |

コンピレーション・アルバム
- Awake: The Best of Live (2004年）
- Radiant Sea: A Collection of Bootleg Rarities and Two New Songs (2007年)

ライブ・アルバム
- Live at the Paradiso - Amsterdam (2008年)